# جین لنز
جین لنز (به انگلیسی: Gene Lenz) (زادهٔ ۱۲ آوریل ۱۹۳۷) شناگر اهل ایالات متحده آمریکا است.